# Herder-Preis
Der Herder-Preis war ein Kulturpreis der Alfred Toepfer Stiftung F. V. S. Er wurde zwischen 1963 und 2006 verliehen.
Vorläufer des Herder-Preises war der ab 1935 von Alfred Toepfers Stiftung F. V. S. vergebene Johann-Gottfried-von-Herder-Preis.
Der nach Johann Gottfried Herder benannte Herder-Preis zeichnete jährlich bis zu sieben Persönlichkeiten aus Ost- und Südosteuropa aus, die beispielhaft zur Erhaltung und Mehrung des europäischen Kulturerbes beigetragen haben. Wesentlich war dabei die schöpferische Leistung auf dem Gebiet der Künste und Geisteswissenschaften. Der Preis wurde an der Universität Wien verliehen.
Jeder Einzelpreis war mit 15.000 Euro dotiert. Mit ihm verbunden war ein Stipendium, das einer vom Preisträger vorgeschlagenen Nachwuchskraft ein Studienjahr an einer Wiener Hochschule ermöglichte.
Der Herder-Preis wurde zuletzt im Jahr 2006 verliehen.

## Preisträger (Auswahl)
- 1964: Jan Kott (1914–2001), Theaterkritiker (Polen); Lucijan Marija Škerjanc (1900–1973), Komponist (Jugoslawien); Oto Bihalji-Merin (1904–1993), Kunsthistoriker (Jugoslawien)
- 1965: László Németh (1901–1975), Schriftsteller (Ungarn); Tudor Arghezi (1880–1967), Dichter (Rumänien)
- 1966: Ján Cikker (1911–1989), Komponist (Tschechoslowakei)
- 1967: Witold Lutosławski (1913–1994), Komponist (Polen); Mihai Pop (1907–2000), Ethnologe (Rumänien); Vladimír Kompánek (1927–2011), Bildhauer (Tschechoslowakei)
- 1968: Lajos Vayer (1913–2001), Kunsthistoriker (Ungarn); Constantin Daicoviciu (1898–1973), Althistoriker, Provinzialrömischer Archäologe (Rumänien); Roman Ingarden (1893–1970), Philosoph (Polen); Miroslav Krleža (1893–1981), Schriftsteller (Jugoslawien); Ludvík Kunz; Anastasios Orlandos (1887–1979), Architekt, Bauforscher und Archäologe (Griechenland)
- 1969: Pancho Vladigerov (1899–1978), Komponist, Pianist (Bulgarien)
- 1970: Gyula Illyés (1902–1983), Schriftsteller (Ungarn); Tseko Torbov, Philosoph (Bulgarien); Zoltan Franjo, Dichter (Rumänien)
- 1971: Zaharia Stancu (1902–1974), Schriftsteller (Rumänien); Jiří Kolář (1914–2002), Dichter, Künstler (Tschechoslowakei); Blaže Koneski (1921–1993), Schriftsteller (Jugoslawien); Georgios A. Megas (Griechenland); Kazimierz Michałowski (1901–1981), Archäologe (Polen); Michael Sokolovski (Bulgarien); Bence Szabolcsi (1899–1973), Musikwissenschaftler (Ungarn)
- 1972: Gyula Ortutay (1910–1978), Ethnograph (Ungarn); Virgil Vătăşianu (1902–1993), Kunsthistoriker (Rumänien); Atanas Dalchev (1904–1978), Dichter (Bulgarien)
- 1973: Zbigniew Herbert (1924–1998), Dichter (Polen)
- 1974: Ján Podolák (1926–2017), Ethnologe (Tschechoslowakei)
- 1975: Nichita Stănescu (1933–1983), Dichter (Rumänien); Gábor Preisich (1909–1998), Architekt (Ungarn)
- 1976: Dezső Keresztury (1904–1996), Schriftsteller (Ungarn); Marin Goleminov (1908–2000), Komponist (Bulgarien)
- 1977: Krzysztof Penderecki (1933–2020), Komponist (Polen); Eugen Barbu (1924–1993), Journalist (Rumänien)
- 1978: Béla Gunda (1911–1994), Ethnograph (Ungarn)
- 1979: Ferenc Farkas (1905–2000), Komponist (Ungarn)
- 1980: Emil Condurachi, Historiker (Rumänien); Manusos Manusakas (1904–2003), Byzantinist und Neogräzist (Griechenland)
- 1981: Sándor Csoóri (1930–2016), Schriftsteller (Ungarn); Vjenceslav Richter (1917–2002), Architekt und Künstler (Jugoslawien)
- 1982: Imre Varga (1923–2019), Bildhauer (Ungarn); Ana Blandiana (* 1942), Dichterin (Rumänien)
- 1983: György Konrád (1933–2019), Schriftsteller (Ungarn); Adrian Marino (1921–2005), Schriftsteller (Rumänien); Władysław Bartoszewski (1922–2015), Historiker (Polen); Jozef Jankovič, Bildhauer (Slowakei); Stoimen Stoilov, Artist (Bulgarien)
- 1984: Constantin Lucaci (1923–2014), Bildhauer (Rumänien); Krzysztof Meyer (* 1943), Komponist (Polen)
- 1985: Adrian Marino (1921–2005), Schriftsteller (Rumänien)
- 1986: Tekla Dömötör (1914–1987), Ethnographin (Ungarn); Anatol Vieru (1926–1998), Komponist (Rumänien)
- 1987: József Ujfalussy (1920–2010), Musikwissenschaftler (Ungarn)
- 1988: Zoe Dumitrescu Bușulenga, Literaturhistorikerin (Rumänien); Constantin Noica (1909–1987), Philosoph (Rumänien); György Györffy (1917–2000), Historiker (Ungarn); Donka Petkanova, Literaturwissenschaftler (Bulgarien); Christos Kapralos (1909–1993), Bildhauer (Griechenland); Roman Berger (1930–2020), Komponist und Theoretiker (Tschechoslowakei)
- 1989: Nikos Pentzikes (1908–1993), Maler, Schriftsteller (Griechenland); Maria Banuș (1914–1999), Lyrikerin (Rumänien)
- 1990: András Vizkelety (* 1931), Literaturwissenschaftler (Ungarn); Dejan Medaković (1922–2008), Kunsthistoriker (Serbien)
- 1991: Andor Pigler (1899–1992), Kunsthistoriker (Ungarn); Marin Sorescu (1936–1996), Dichter (Rumänien); Stoimen Stoilov, Artist (Bulgarien)
- 1992: Zmaga Kumer (Slowenien)
- 1993: Elena Várossová (1926–2010), Philosophin (Slowakei); Māra Zālīte (* 1952), Dichterin (Lettland)
- 1994: Sándor Kányádi (1929–2018), Dichter (Ungarn); Zigmas Zinkevičius (1925–2018), Historiker (Litauen); Dževad Juzbašić (1929–2024), Historiker (Bosnien-Herzegowina)
- 1995: Wisława Szymborska (1923–2012), Dichterin (Polen); Jaan Undusk (* 1958), Schriftsteller (Estland); Mirko Kovač (1938–2013), Schriftsteller (Jugoslawien); Milčo Lalkov (1944–2000), Historiker (Bulgarien)
- 1996: Karel Hubáček (1924–2011), Architekt (Tschechien); Konstantin Iliev, Dramaturg (Bulgarien); Pēteris Vasks (* 1946), Komponist (Lettland)
- 1997: Ferenc Glatz (* 1941), Historiker (Ungarn); Bogdan Bogdanović (1922–2010), Architekt (Serbien); Jaan Kross (1920–2007), Schriftsteller (Estland), Oskar Elschek (* 1931), Musikwissenschaftler (Slowakei)
- 1998: Imre Bak (* 1939), Maler (Ungarn); Justinas Marcinkevičius (1930–2011), Dichter (Litauen); Andrei Corbea-Hoișie (* 1951), Philologe (Rumänien)
- 1999: István Fried (* 1934), Literaturwissenschaftler (Ungarn); Mircea Dinescu (* 1950), Dichter (Rumänien); Swetlana Alexijewitsch (* 1948), Journalistin (Weißrussland)
- 2000: Imre Kertész (1929–2016), Schriftsteller (Ungarn); Milan Kundera (1929–2023), Schriftsteller (Tschechien); Arvo Pärt (* 1935), Komponist (Estland)
- 2001: János Böhönyey (1925–2019), Architekt (Ungarn); Jurij Andruchowytsch (* 1960), Schriftsteller (Ukraine); Janez Bernik (1933–2016), Maler (Slowenien); Marek Kopelent (1932–2023), Komponist (Tschechien); Evangelos A. Moutsopoulos (1930–2021), Philosoph und Philosophiehistoriker (Griechenland)
- 2002: Péter Esterházy (1950–2016), Schriftsteller (Ungarn); Georgios Demetrios Babiniotis (* 1939), Linguist (Griechenland); Radost Ivanova, Ethnologin (Bulgarien); Aurel Stroe (1932–2008), Komponist (Rumänien); Nedjeljko Fabrio (1937–2018), Schriftsteller (Kroatien)[2]
- 2003: Károly Manherz (* 1942), Sprachwissenschaftler (Ungarn); Ana Maria Zahariade, Architektin (Rumänien); Drago Jančar (* 1948), Schriftsteller (Slowenien); Wassil Gjuselew (* 1936), Historiker (Bulgarien); Ales Rasanau (1947–2021), Dichter und Übersetzer (Belarus); Ludvík Václavek (1931–2021), Literaturwissenschaftler (Tschechien); Stanisław Mossakowski (* 1937), Kunsthistoriker (Polen)
- 2004: Éva Pócs (* 1936), Ethnographin (Ungarn); Theodore Antoniou (1935–2018), Komponist (Griechenland)
- 2005: Károly Klimó (* 1936), Maler (Ungarn); Hanna Krall (* 1935), Journalistin (Polen); Primož Kuret, Historiker (Slowenien); Jiří Kuthan, Kunsthistoriker (Tschechien); Andrei Marga (* 1946), Philosoph (Rumänien); Eimuntas Nekrošius (1952–2018), Theaterdirektor (Litauen); Krešimir Nemec, Literaturkritiker (Kroatien)
- 2006: Włodzimierz Borodziej (1956–2021), Historiker (Polen); Nicos Hadzinikolau, Kunsthistoriker (Griechenland); Gabriela Kilianova, Ethnologin (Slowakei); Ene Mihkelson (1944–2017), Schriftstellerin (Estland); Vojteh Ravnikar (1943–2010), Architekt (Slowenien)